# 三星電子
三星電子（：／），是韩国和全世界最大的消費電子產品、晶片和電子元件製造商，以及最大的資訊高科技公司，2012年起，三星一直是全世界最大的手機製造高科技公司，2025年半導體龍頭三星電子（Samsung）與電動車龍頭特斯拉（Tesla）達成金額高達270億美元的晶片合作長期協議，創下全世界史上在晶片科技的最大合約，並一起推動AI晶片邁向2奈米。2021年，三星电子在Interbrand全球品牌排行榜中名列第五位，连续第十年进入世界品牌前十强。在美国《财富》杂志2023年评选的財富世界500強排行榜中第18名。2016年，根据品牌咨询机构 Reputation Institute 調查，為美国最受尊敬科技企业第2名。
截至2016年3月，三星电子共有156家子公司，其中包括在韩国17家、美国33家、欧洲41家、中东与非洲地区13家、亚洲（除韩国和中国大陆外）22家以及中国大陆30家。2015年，三星电子旗下17种产品的市占率位居全球第一。

## 歷史

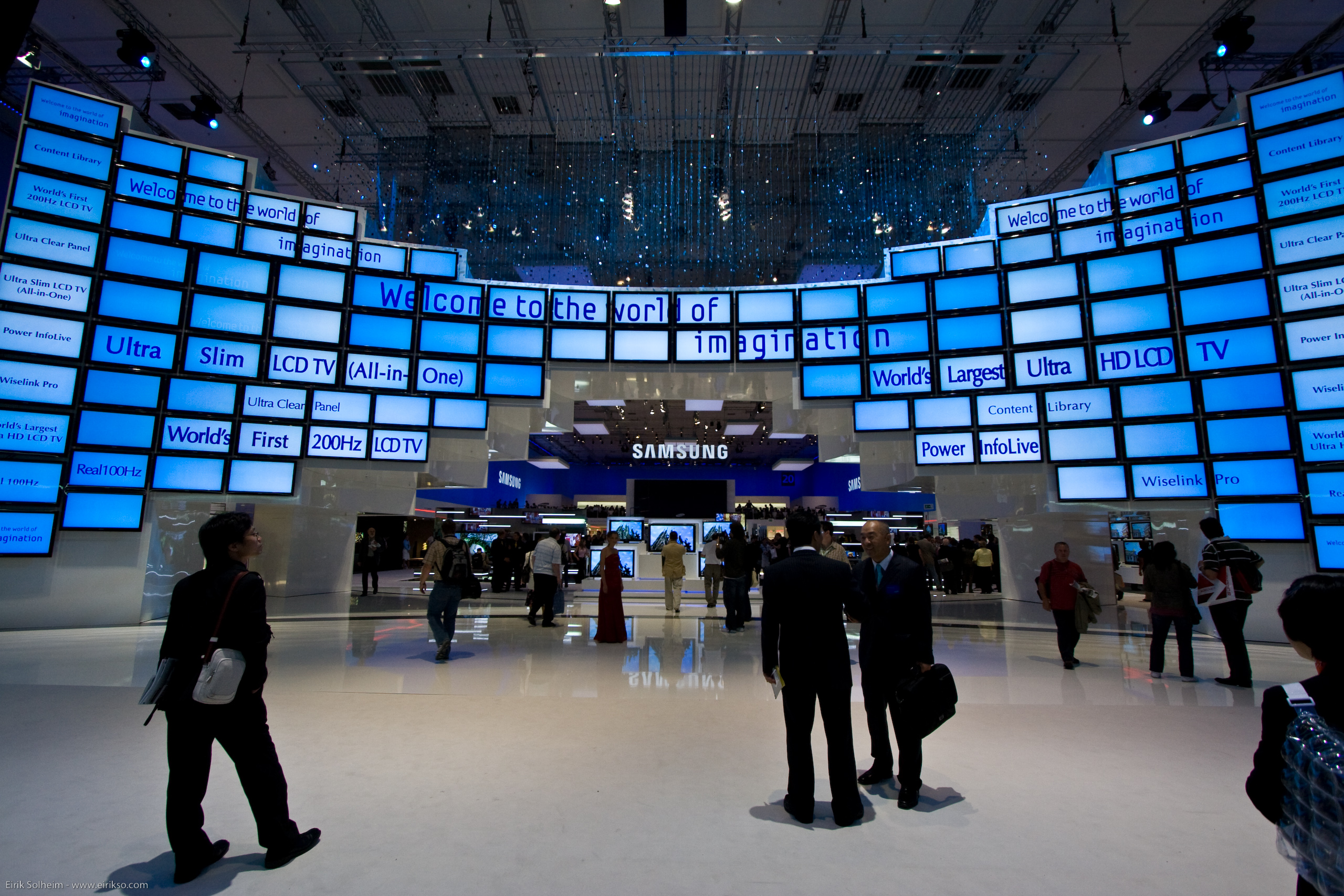
三星电子在IFA 2008的參展盛況

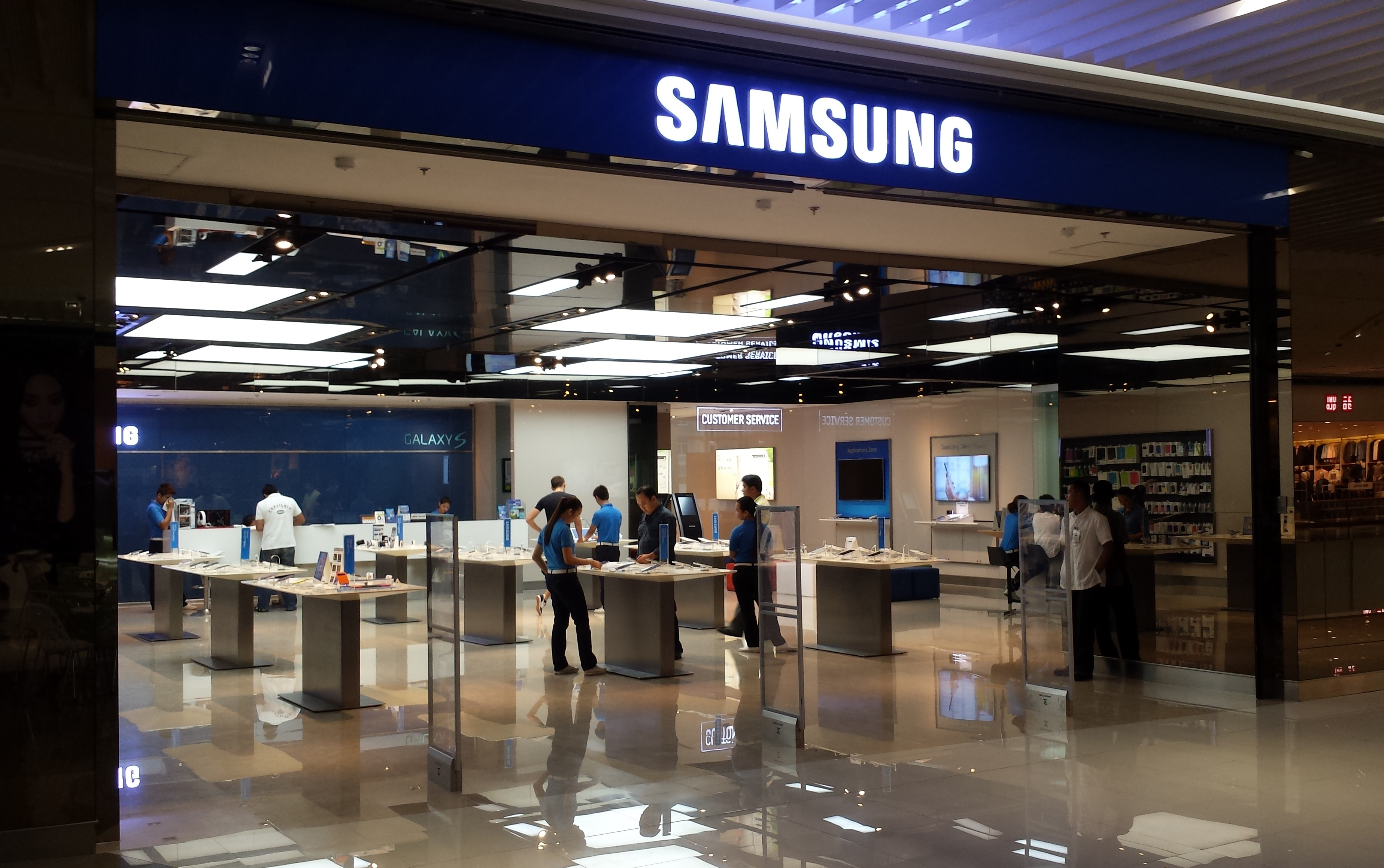
三星电子在菲律宾的一个门店

- 1969年1月13日，三星电子于大韩民国水原市成立[17][18]，創辦人是李秉喆。2009年，三星电子市值已达到1102亿美元，首次超越英特尔，成为全球营收最大半导体制造商[19]。三星在2009年销售额为1178亿美元，已经超越惠普成为全球营收最大电子企业[20]，同時也是全球第二大芯片厂，规模仅次于英特尔[21]。
- 三星电子在全世界58个国家拥有30多万职员。市值在2009年一度超越半导体龙头英特尔，目前2010年的企业市值为3.6兆台币（7660.8亿人民币），位居37名。韩国在美国注册的8782项专利中，有3611项是三星电子所申请的，占比率超过40%。从1999年的31亿美元（195.3亿人民币），到2006年的162亿美元（1020.7亿人民币），三星的品牌价值成长了五倍之多。而三星有近20种产品在全球市占率拿到第一，居全球企业之首。在世界上最有名的100个商标的列表中，三星电子是唯一的韩国商标，是韩国民族工业的象征。
- 2013年1月31日，Samsung以5,890萬美元的價格購入日本Wacom 5%的股份。5月23日，Samsung斥資530億韓元（約當4800萬美元）購入南韓第三大手機製造商泛泰（Pantech）10%的股份，成為僅次於高通（持股11.96%）與韓國產業銀行（持股11.81%）的第三大股東。7月3日，Samsung收購美國電視機上盒開發商Boxee。
- 2016年11月14日，三星电子以80亿美金现金收购全球音频巨头哈曼国际工业以及其旗下拥有的二十多个品牌，当中包括AKG、Crown Audio、Harman/Kardon、JBL、Martin等。三星电子副会长权五铉在收购会上指出，哈曼在技术和产品能完美地填补三星电子的空缺，有助于母公司三星集团旗下的汽车业务子公司三星汽车发展战略。而收购后，三星也等同获得8000位物联网市场软件设计师和工程师，还有包括哈曼旗下的先进音频系统，对于三星电子家电及手机业务也有巨大的帮助。[22]
- 2016年11月25日，三星电子宣布以7000万美金收購美国量子点QLED技術公司QD Vision以及旗下所有专利权，以稳固高端电视市场优势。目前全球共有三大量子点材料制作商，即英国Nanoco、德国Nanosys以及美国QD Vision，当中Nanosys和QD Vision为三星电子的子公司。目前掌握最多量子点显示相关专利的是德国的Nanosys公司，该公司共握有超过300项相关专利。本次收购案促使三星成为QLED技术的领导者。目前三星电子已拥有全球三大量子点材料制作商中的其中两家。[23]
- 2017年5月12日宣布，在半導體事業新設晶圓代工部門，改組後的半導體事業有三大支柱，分別是記憶體、系統整合晶片與晶圓代工，透過晶圓代工部門的獨立，將有助於晶圓代工市場拓展勢力。
- 2018年12月27日，三星提交了一個商標，暗示正進一步開發能支援加密貨幣的手機，進軍區塊鏈市場，申請案標題為「Samsung Crypto Wallet」的商標（申請編號：UK00003363431）[24]，文件中並未透露具體細節。
- 2019年10月底《朝鲜日报》報導三星發布的企業策略，將有6000万部手机（約公司手机年产量的20%）由2020年開始不再由自身各地分廠生產，而採取統包方式由中國廠商製造之後三星品管驗收之下直接貼牌，過程採ODM方案三星只訂出手機效能目標和成本價目標，[25]中方設計公司自行完成電路設計和層層外包生產，初期將由Galaxy M和A等中低階系列手機開始，公司方相信ODM中國計畫能在同品質前提下更加壓縮售價搶佔更多全球市場。[26]
- 三星提出了一項 170 億美元的計劃，於 2021 年在亞利桑那州、德克薩斯州或紐約州建立一家芯片製造工廠。該計劃的部分原因是美國撥款數十億美元用於發展國內芯片製造，作為國家計劃的一部分。 1 月通過了國防授權法案，以減少該國對中國和韓國的依賴。該工廠將僱用約 1,900 名員工，並將於 2022 年 10 月投入運營。 [27]
- 2021 年 11 月 24 日，三星宣布将在德克萨斯州泰勒建立新的半导体制造工厂。 三星估计将投资 170 亿美元於此，将有助于促进先进半导体的生产，包括3 纳米。
- 2021 年 12 月 7 日，三星电子宣布合并移动和消费电子部门。 同时更换了三个部门的负责人。[28]
- 2022年6月30日，三星電子成为全球首家量产3纳米芯片的半导体晶圆代工厂。[29]

## 业务领域
- 今日三星电子的主要经营项目是七大事业群：半导体、行动通讯、数位影像、电信系统、IT解决方案及数字应用。截止2014年5月初数据，三星年收入超過蘋果（1700億美元）與Google（598億美元）合計，除生產手機、電視、顯像屏、半導體及電池等，三星電子亦涉足三星旗下的子公司之業務外包，如金融、造船、免稅店、主題公園等領域進行支援，2014年三星表明即将进军生物製藥，三星整體為韓國貢獻23%的GDP。

### 半导体

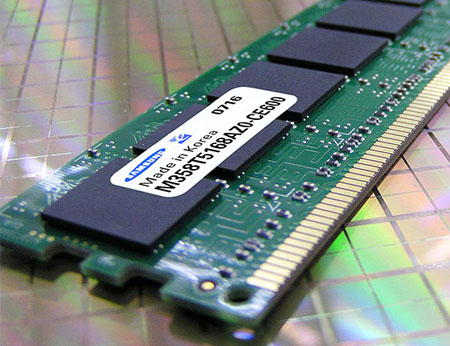
三星电子的DDR2記憶體

- 目前主要的半导体业务是DRAM、NAND等闪存、微控制器以及影像感测器。近年来为了扩大市场，也进入了微处理器以及晶圆代工。著名的美国苹果公司iPhone的主要零件：快閃記憶體、多层陶瓷电容器、电池和软性电路板均为三星所代工和研发制造的。
- 三星在DRAM领域居产业霸主，让海力士、尔必达、美光等公司的市占率都在三星之下。英特尔与三星电子目前是全球前两大半导体厂商。不过它们之间的营收差距从2009年的110.5亿美元变成2010年的74.2亿美元。而英特尔于2010年半导体营收成长率虽然高达24%，但三星更以54%成长率积极追赶中。

### 移动电话
- 在行動電話市場，三星已在2011年獲取全球手機最大製造商的位置，擁有世界第一的市占率，市占率較高於諾基亞、摩托羅拉、索尼移動通訊等公司。在美國市場，整體手機市場的市占率也為第一。
- 2010年2月時，三星發展觸控及智慧型手機，推出的首代Galaxy手機 - Galaxy i7500，三星其後訂定在年底以前，超越在智慧型手機市場深耕已久的全球第四大廠宏達電。
- 同年4月，三星集團會長李健熙決定在韓國水原成立智慧型手機特別小組，專攻Android系統的智慧型手機。同年6月便發表了三星首支採用Super AMOLED的Android旗艦手機Galaxy S，在四個月便到達了500萬部的銷售量。此時三星便開始超越宏達電，根據調查機構ABI Research於7月底發佈的消息，第二季以Android為作業系統的智慧型手機，出貨量達到4700萬支，其中三星占了34％，宏達電（HTC）居次23％。
- 2011年6月，三星預定在全球120的國家中發售Galaxy S II，搭載了1.2Ghz雙核心,採用4.3英吋Super AMOLED Plus，提供帶有LED閃光燈的前置200萬畫素攝像頭和後置800萬畫素攝影鏡頭，具有1080p高畫質影片播放能力。提供高達21 Mbps的下載和5.76 Mbps的上傳。銷售後85天內便達到500萬隻出貨紀錄，英國生活消費科技雜誌T3雜誌評選三星Galaxy S II為年度手機，同時也是目前Android中，銷售量最高的手機。
- 2011年8月，三星推出了全新Galaxy Note系列手機，為全球出產的第一台大屏幕（5.3英吋）手機。當 Galaxy Note 推出時，許多人不看好這台手機，甚至連蘋果迷都諷刺三星說：“誰會拿著大磚塊講電話。”（三星Galaxy Note最早是2011年8月在德国柏林IFA展中推出，擁有5.3英吋HD Super AMOLED屏幕，并配备了手写笔。2011年月10在德国首先销售，其他的国家很快就跟进，开启了消费者不同于以往的行动通讯使用经验。至11月底，主要的市场包含东亚、馬來西亞、欧洲以及印度。
- 2012年1月至3月的第一季，已经卖出500万台。2012年6月1日，三星宣称已卖出700万台。2012年8月15日，三星通讯部门全球行销主管李永熙宣布，Galaxy Note在过去9个月的时间已销售达1000万台。
- 2011年10月，三星以2780萬支一舉拿下全球智慧型手機市占率寶座，創下歷年來的新高紀錄。
- 三星電子於2012年5月4日於英國倫敦發表稱為「The Next Galaxy」的Galaxy S III最新三星高階智慧型手機。[30]
- 2010年三星宣布正式加入微軟Windows Phone系統平台。2012年6月，三星成爲微軟Windows Phone 8系統的首波合作OEM廠商，並加大投入。
- 2012年7月，三星智慧型手機在全球銷售達5050萬部，市佔率攀至34.6%，創單季銷售紀錄。由該年首季2020萬部增1.5倍；與美國蘋果公司合計市佔率已超過50%。
- 2012年8月29日，三星在德国柏林IFA展中推出全新三星 Galaxy Note 2，拥有5.55英吋HD Super AMOLED PLUS屏幕，并配备了S Pen手写笔，于2012年10月在全球各个市场发售。上市后37天内即售出超过三百万部，两个月之后销量超越五百万部。
- 2013年3月，三星於美國紐約發表新一代手機三星Galaxy S4，創全球三項第一：全球第一款雙四核架構的應用處理器Exynos 5 Octa、第一款導入5英吋1080p AMOLED螢幕、第一隻導入 LPDDR3 的手機。儲存空間為16GB與32GB，最大可擴充至64GBmicroSD卡。相機方面採用前200萬畫素 、主1300萬畫素的攝影鏡頭，使用三星開發基於Android系統的操作介面及軟體。
- 2013年9月4日，三星于德国柏林IFA展上的三星产品发表会上发布了全新三星 Galaxy Note Ⅲ，這是全球首款採用3GB RAM的手機，也是首款採用 USB 3.0 技術的三星手機。继承上一代机型（Galaxy Note II），Note 3 被设计成一隻更轻的手机、背壳是塑胶材质的以及拥有皮质的触感。
- 2014年2月24日，三星在西班牙巴塞罗那举行的全球移动通讯大会上发布了三星 Galaxy S5 高阶智能手機。Galaxy S5韩国开卖销售情况约为每日7,000支，比过去Galaxy S4的开卖每日销售8,000支，以及三星Galaxy S4 LTE-A的开卖每日销售上万支稍低。
- 2014年9月3日，三星在德国柏林IFA展上的三星产品发表会上发布了讓大家期待已久的三星 Galaxy Note 4。擁有指纹感應器，搭载5.7英吋1440×2560（515ppi）解析度螢幕，高通骁龙805处理器(2.7GHz四核心处理器)(有地区是双四核分别是 1.9ghz 跟 1.7ghz)，3GB RAM，后置摄像头為1600萬畫素具有光学防手震功能，前置镜头為370萬画素並可使用心率感應器自拍，触控笔也具有类似电脑滑鼠的多选功能，同时像Galaxy Alpha一样，电池方面使用3220mAh, 具有30分钟快充功能。Galaxy Note 4也会采用金属边框以提高質感。这次不仅推出黑，白两色，更推出金色和粉色，同期最大竞争对手是 iPhone 6 以及 iPhone 6 Plus。在許多國家上市日，許多三星迷和民眾紛紛到首賣會排隊等候購買Galaxy Note 4（有些人從深夜開始排隊）。這部手機在安兔兔評測中榮獲全球 TOP 1 跑分手機。
- 同日，三星也在德国柏林IFA展上的三星产品发表会上发布了推出了全新的 Galaxy Note Edge，採用5.6英吋螢幕手機，為全球首部採用曲面螢幕技術的智慧型手機。三星得以获得曲面螢幕專利。
- 三星亦正在越南太原省開始建造全世界最大的手機工廠[31]。
- 目前三星依然是全球最大的手機生產商，市場佔有率超越蘋果公司、LG、小米、華為、步步高等。
- 2015年3月1日，三星再次在西班牙巴塞罗那举行的全球移动通讯大会上发布了三星Galaxy S6和首款双弯曲屏幕手机三星Galaxy S6 Edge，两款搭载5.1英寸Quad HD（2048×1556）Super AMOLED屏幕（Quad HD简称2K屏幕，四倍HD的意思。），而原本的滑式指纹传感器改成类似iPhone 6和6 Plus按压式的感應器。螢幕和背面都采用最新的康宁大猩猩第四代玻璃Corning Gorilla Glass 4，处理器方面两款均采用三星自家的Samsung Exynos 7420八核心处理器（分别为四核心 1.5 GHz & 四核心 2.1 GHz），容量分别有32GB版，64GB版和128 GB版，同时运用3 GB RAM。相机采用1600万畫素，支援OIS光學防手震，可拍摄2160p 4K影片；前置镜头采用500万畫素，可拍1080p Full HD影片。Galaxy S6分别有四種颜色可选：珍珠白（White Pearl），黑色（Black Sapphire），蓝色（Blue Topaz），金色（Gold Platinum）；而Galaxy S6 Edge有珍珠白（White Pearl），黑色（Black Sapphire），金色（Gold Platinum）和翡翠绿（Emerald Green）。另外还有最新的Android 5.0 Lolipop系统和最新的4G LTE Cat6的网络。
- 2015年8月13日，三星在美国纽约市的 Samsung GALAXY Unpacked 2015 Episode 2 上发布了全新的 Samsung Galaxy Note 5 和 Samsung Galaxy S6 Edge+。
- 2016年2月22日，三星再次在西班牙巴塞罗那举行的全球移动通讯大会上发布了三星Galaxy S7和第三款雙曲面螢幕手机三星Galaxy S7 Edge。
- 2017年3月29日，三星在美國紐約以Unbox Your Phone(解放你的手機)為主題的Samsung GALAXY Unpacked 2017上發布了三星Galaxy S8以及三星Galaxy S8+。這兩款手機採用了18.5:9比列的5.8"/6.2"屏幕，同時以屏幕虛擬鍵取代實體Home鍵。
- 2018年2月26日，三星於MWC2018 巴塞隆那發佈三星Galaxy S9以及三星Galaxy S9+。S9系列是首款採用了 f/1.5 + f/2.4 雙光圈配置的Galaxy新機，並加入了可拍攝HD解析度的960fps超級慢動作錄影，其中還針對超級慢動作設計了稱為陷阱快門的自動偵測觸發界面，可以讓超級慢動作攝影的拍攝成功率大大提高。
- 2019年2月20日，三星於旧金山比尔格雷厄姆市政礼堂發佈三星Galaxy S10e、三星Galaxy S10以及三星Galaxy S10+。S10全系列均配備Snapdragon 855處理器，採用最新 Infinity-O 全屏設計。此外S10系列三機首次配備Dynamic AMOLED顯示技術，是首款支援HDR10+顯示及4K拍攝的手機，並支援杜比全景聲音效，以及率先在S10、S10+搭載超聲波屏下指紋辨識。
- 由于三星在中国大陆的市场占有率持续下滑等原因，三星在2019年宣布关闭位于惠州的手机生产线并将产能逐步移动至越南。 截至 2019 年，三星在越南河内地区雇佣了超过 200,000 名员工来生产智能手机，同时将部分制造外包给大陆ODM厂商，并在印度制造大部分手机。
- 2020年2月11日，三星发布三星Galaxy S20系列，Galaxy S20和S20+分别具有6.2英寸显示屏和6.7英寸显示屏。而S20 Ultra则具有6.9英寸显示屏更是配备了1亿像素的主镜头。除此之外三款机型均支持5G。
- 2020年8月5日，三星于Galaxy Unpacked 2020發佈兩款Note系列新手機，分別是擁有6.7英寸屏幕的三星Galaxy Note 20與擁有6.9英寸Dynamic AMOLED 屏幕的三星Galaxy Note 20 Ultra手機。[32]

2021年1月29日,三星發布了GalazyS21系列，分別是6.8寸的s21 Uitra,6.6寸的s21+和6.2寸的s21

### 面板

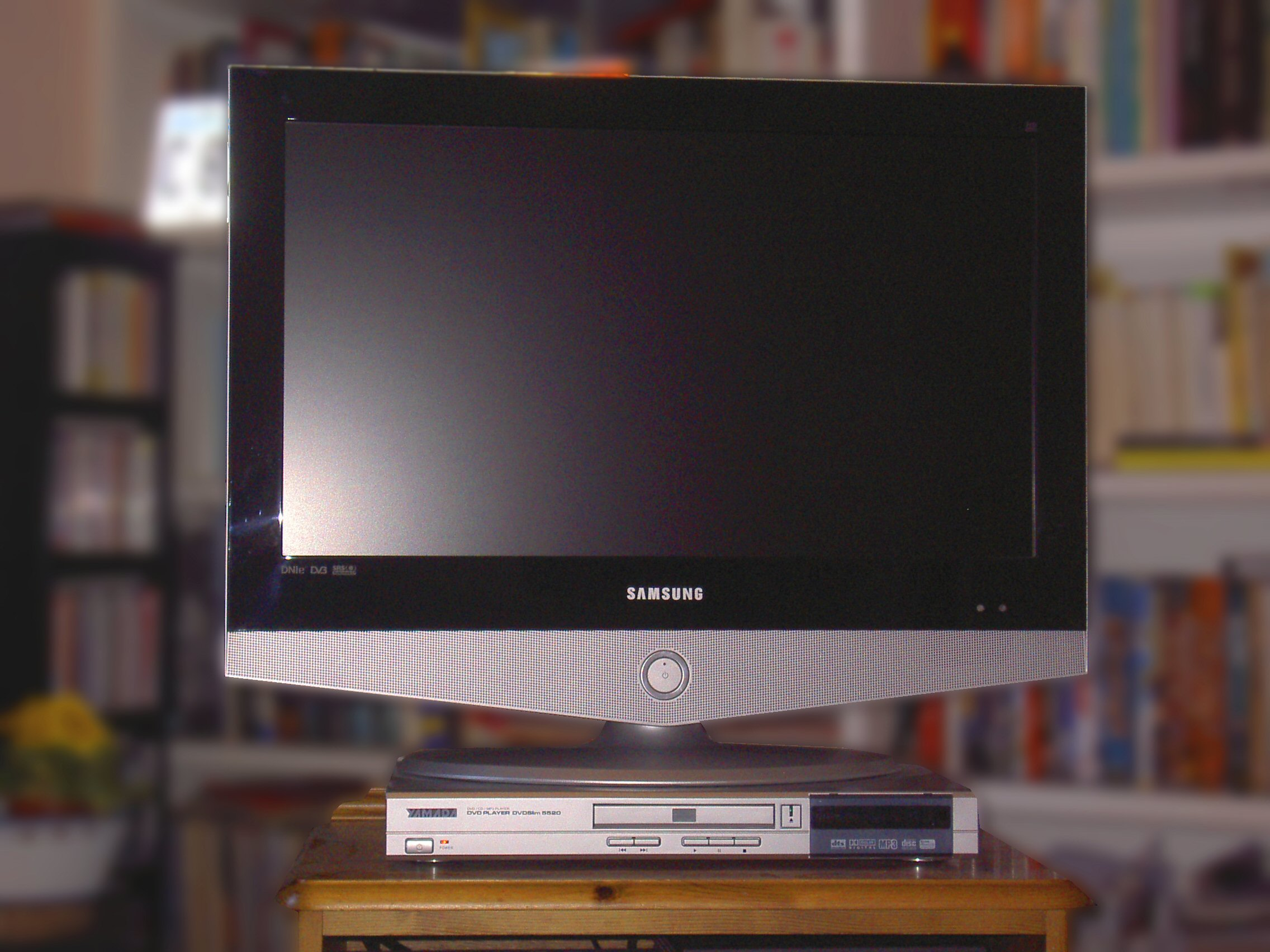
三星LCD電視

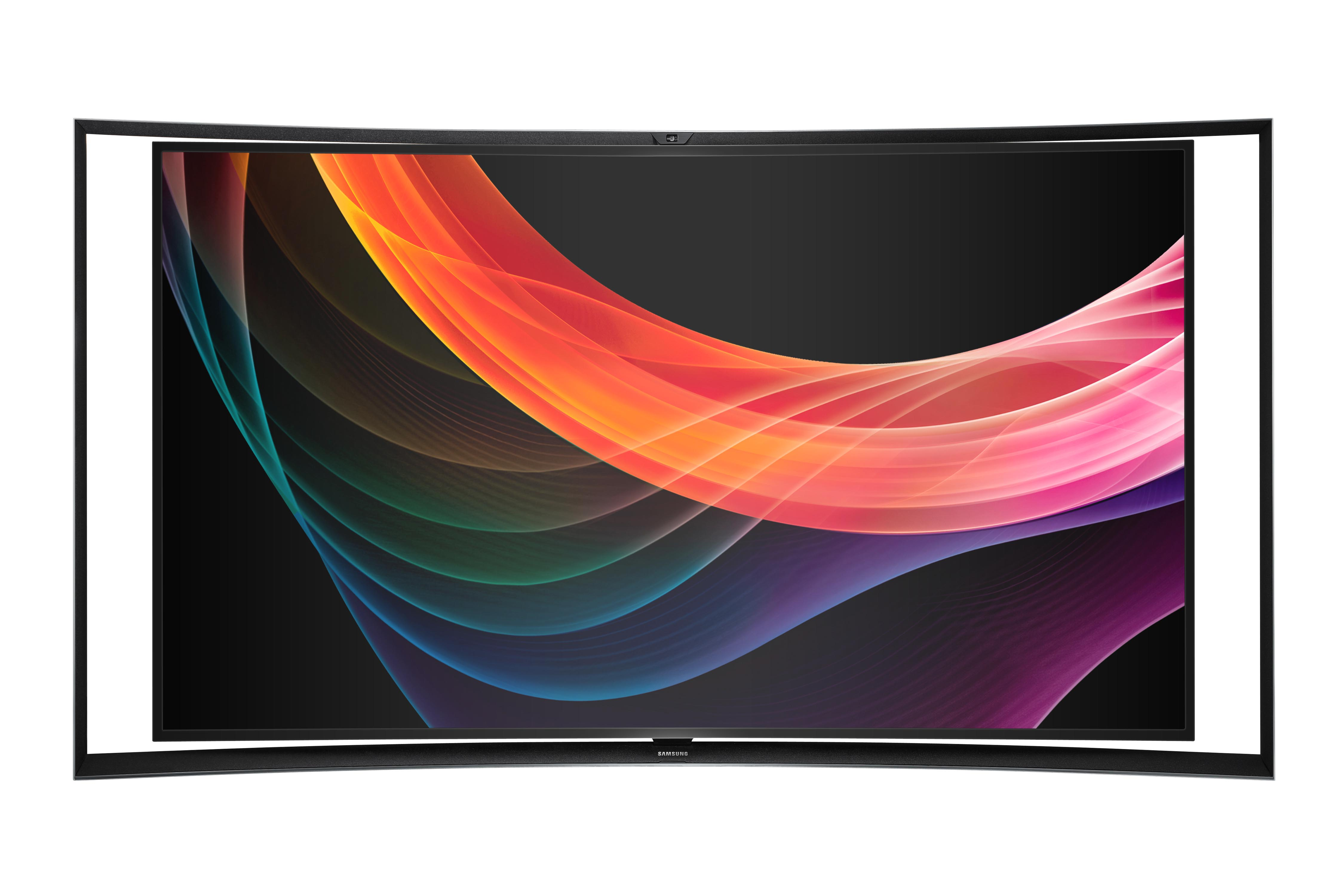
三星OLED電視

- 三星顯示是市場最大的面板廠，曾與SONY合資S-LCD，位於南韓忠清南道的7.5代TV LCD面板廠，提供合作的雙方品牌電視之面板來源。但是在2011年12月因為SONY不堪虧損，決定退出S-LCD，尋求更便宜的面板來源，並將持股的50%賣給三星(約1兆800億韓元)，S-LCD將成為三星電子的全資子公司。
- 2012年4月，三星電子旗下液晶面板部門與三星SDI合資的三星行動顯示器公司，合併成立三星顯示器公司。
- 近年來三星投入下一代OLED面板技術：AMOLED，它具有廣色域(Super AMOLED色域值達110%，普通TFT 約70%，IPS為52%)、超廣視角、高對比、自發光特性，無需背光模組及彩色濾光片、輕薄、反應速度快等優點，搭配小尺寸行動裝置更是一股新興潮流。三星除了投入21.3億美元開闢一條新的OLED生產線之外，也發表了原生觸控層的Super AMOLED面板，目前應用在自身旗艦智慧型手機產品 三星Galaxy S系列 ，也將Super AMOLED螢幕供應給其他智慧型手機商，例如：HTC、摩托羅拉、Nokia、和華為等，都有推出採用三星高階螢幕的機種，亦是Sony次世代掌機PlayStation Vita的螢幕供應商。
- 三星預計2012年推出可撓式AMOLED螢幕（Flexible AMOLED），命名為「YOUM」，目前相關資料已於3月間在美國專利商標局內出現。根據三星官方資料顯示，「YOUM」與現有OLED最大不同點在於，前者利用薄膜來代替玻璃素材，能夠讓螢幕更輕薄，且更加牢固。

### 電視

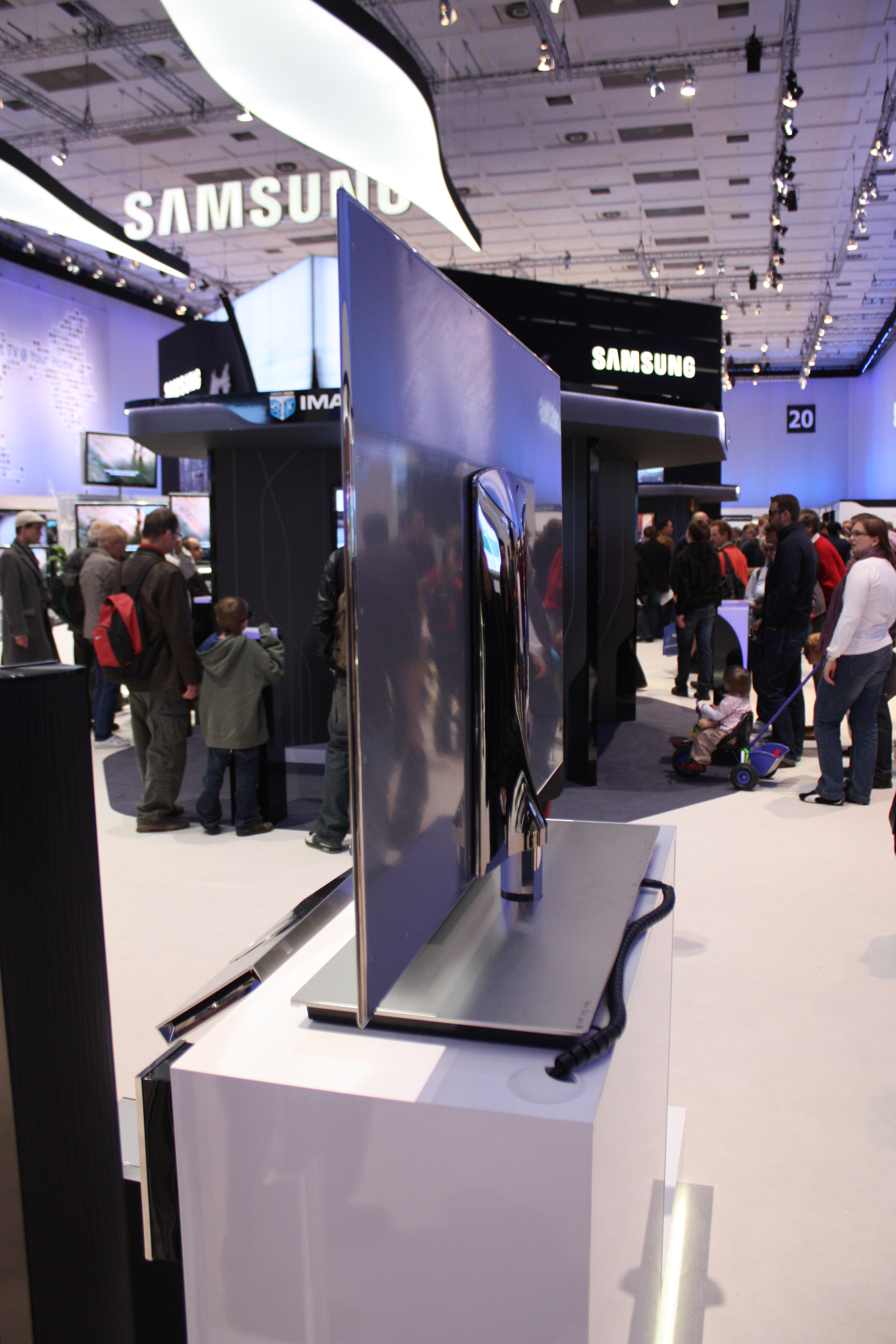
三星的LED液晶电视

- 2011年第二季的三星电子电视全球市占率达22.6%。同时，三星也是目前市占率最高的3D电视品牌，市占率高达35%，在消费性电子的最大市场北美更超过50%，稳守第一位。目前三星在3D电视上采用主动式快门3D技术，并与松下、索尼等数家大厂宣布结盟，将合作开发标准化的主动式3D眼镜技术。
- 2017年1月4日三星電子展示新一代 65 吋 2017 QLED 金屬量子點技術電視系列、Q8C 和 Q9F。QLED 電視的優點是能大幅提升色彩表現，能最精準的符合 DCI-P3 標準，亦可產生高達 1,500 到 2,000 尼特（nits）的亮度，而不影響其準確的色彩表現能力，更具有超廣可視角度，不論從任何角度觀賞，皆不會產生明顯色彩差異。
- 2022年1月7日三星電子介紹旗下新款 QD-OLED 面板，將用於 Sony 新電視、Alienware新螢幕與三星新款電視與螢幕。QD-OLED基本上可視為將量子點技術 (Quantum Dot)結合OLED面板技術，將呈現比現有OLED面板更高亮度，同時也能藉由每組畫素採獨立背光設計，因此也能像OLED面板實現真實黑色顯示效果，但能避免像OLED長時間使用的顯示烙印問題。除了展示不一樣的可凹折螢幕設計，Samsung Display在此次CES 2022期間也進一步介紹旗下QD-OLED面板技術，更確認應用在Sony新款旗艦電視A95K的QD-OLED面板就是源自Samsung Display，同時三星新款Neo QLED電視系列也採用相同面板設計。Samsung Display表示旗下QD-OLED面板能在10%面積範圍發出超過1000 nits以上亮度，相較LG先前推出的WOLED平均亮度介於700-1000 nits還高。同時，藉由源自量子點面板的紅、綠畫素，加上來自OLED的藍色畫素，將使整體顏色表現可達90%的Rec. 2020色域範圍，比起LG可達70%的範圍還高。

### 數位相機

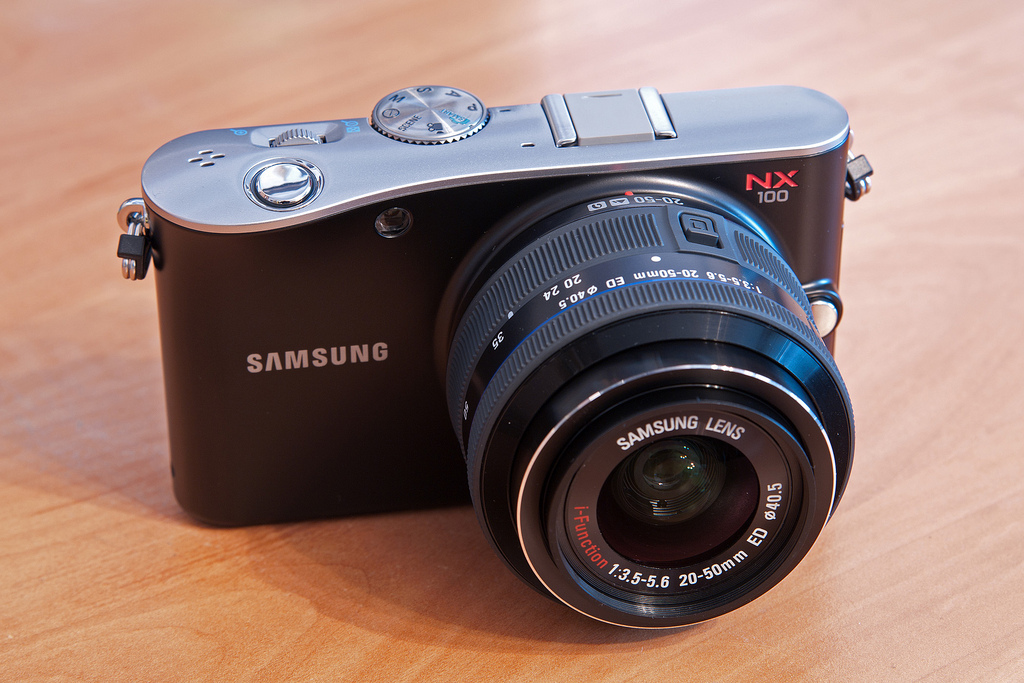
三星NX100數位單眼相機

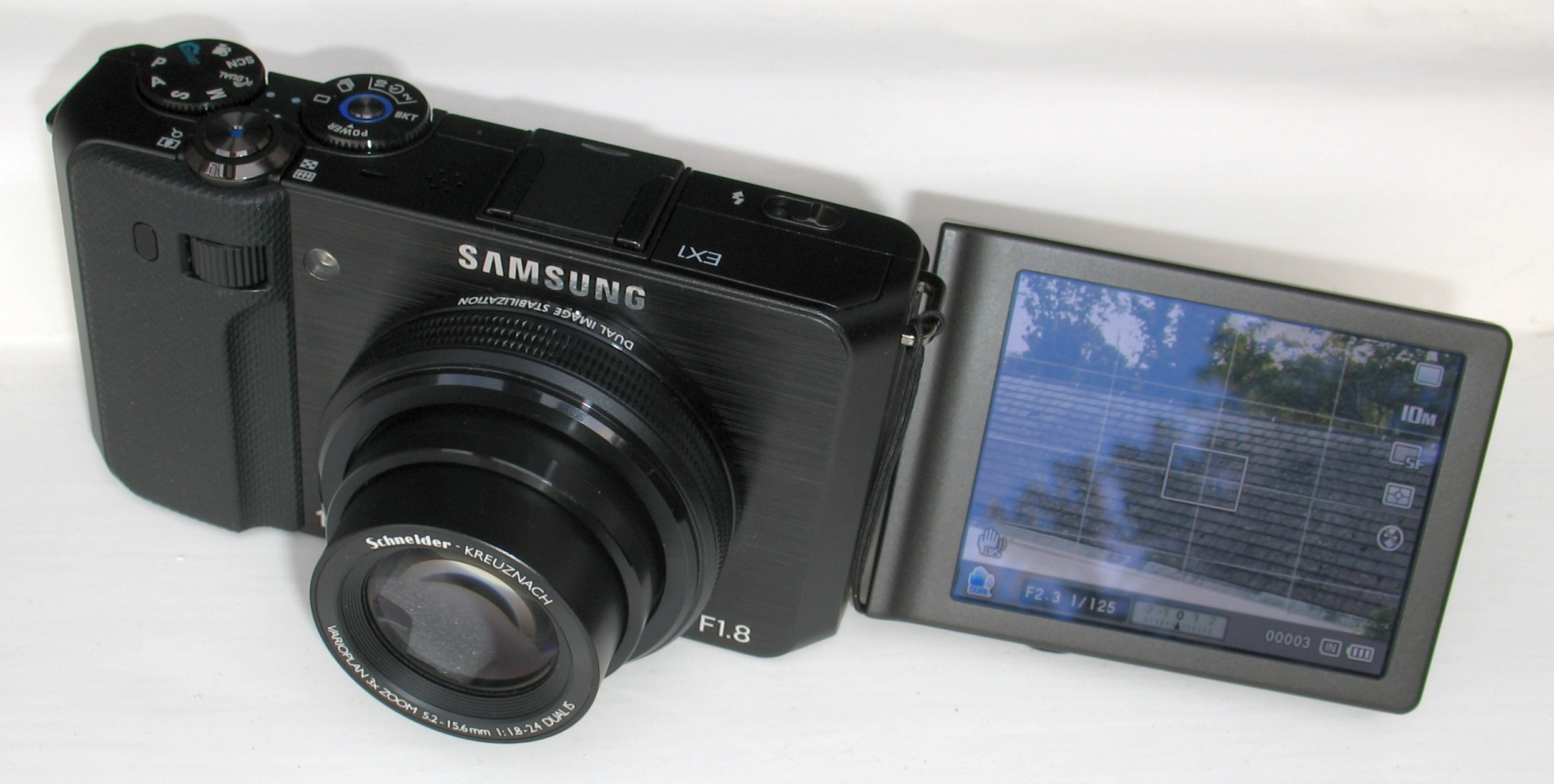
三星EX1高階數位相機

- 在數位相機部分，三星電子出貨量次於日系三大廠，分別是Canon、Nikon、SONY，位居第四位置。
- 三星在部分相機機種上使用AMOLED螢幕、並使用與德國光學公司信乃達合作的相機鏡頭。尚有部分機種使用三星的SAMSUNG LENS鏡頭。
- 2010年初，三星推出了由單眼相機為基礎，但取消反光鏡與五菱鏡的EVIL數位相機NX10，同年九月再針對NX10為基礎推出重量減輕的NX100。

### 3D体验

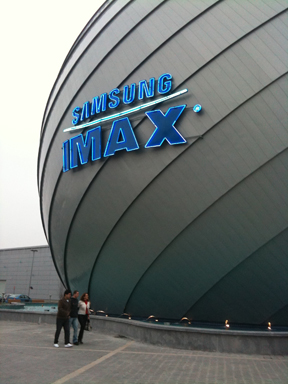
三星也有涉足IMAX电影院的制造

- 由于3D电影逐渐热门，顾客也想在家里体验3D效果，三星研发了全套3D影音设备，包含了3D电视、3D蓝光播放器、3D影片和3D眼镜。三星以Samsung Apps提供服务，就像iTunes store一样，顾客可以下载影音和软件到硬盘内，配合3D电视播放达到效果。

### Samsung Apps and Smart TVs
- 三星从2007年展现了智能型电视的用途，并以Samsung Apps和Smart TVs作为三星品牌电视的两大支柱，让顾客可以从网络上下载软件，并且观看网络上的影片，以及社群互动。Samsung Apps创立于2010年，一开始提供免费服务，之后加入了付费软件，并扩展服务区域至美国、欧洲到亚洲。

### 家电
- 三星在欧美和大中華地區都有家电制品，如：电冰箱、洗衣机、冷气机、微波炉、真空吸尘器等白色家电，搭配新推出的Smart H@me技术，可让手机安装程序遥控家电，让顾客一机在手，可掌握所有家电制品的操作和讯息。

### 拓展领域
- 三星旗下的生物製藥公司Bioepis負責人稱：「公司仍處於起步階段，長遠目標是成為全球領先的製藥公司。」三星計劃2016年在歐洲推出美國藥業巨擘Amgen關節炎藥物Enbrel的首款生物仿製藥，2017年推出美國強生自體免疫性疾病（autoimmune diseases）藥物Remicade的生物仿製藥。另一子公司Samsung Biologics也取得大型藥廠的委託製藥合約。兩間公司聘有約800人，使三星成為韓國最大生物科技公司。

### 产品细项
- 电子零件
  - 内存 - DRAM、闪存
  - System LSI（日语：システムLSI）
  - CPU
    - Exynos处理器

  - 微处理器
  - 液晶显示器
  - 电池
  - 鼠标和键盘
  - LED
  - 智能卡
- 电子制品
  - DVD播放器
  - 薄型LCD（韩国品牌名：PAVV）
  - IP电话
  - 移动电话
    - GSM手机
    - CDMA手机
    - Galaxy系列智慧型手機

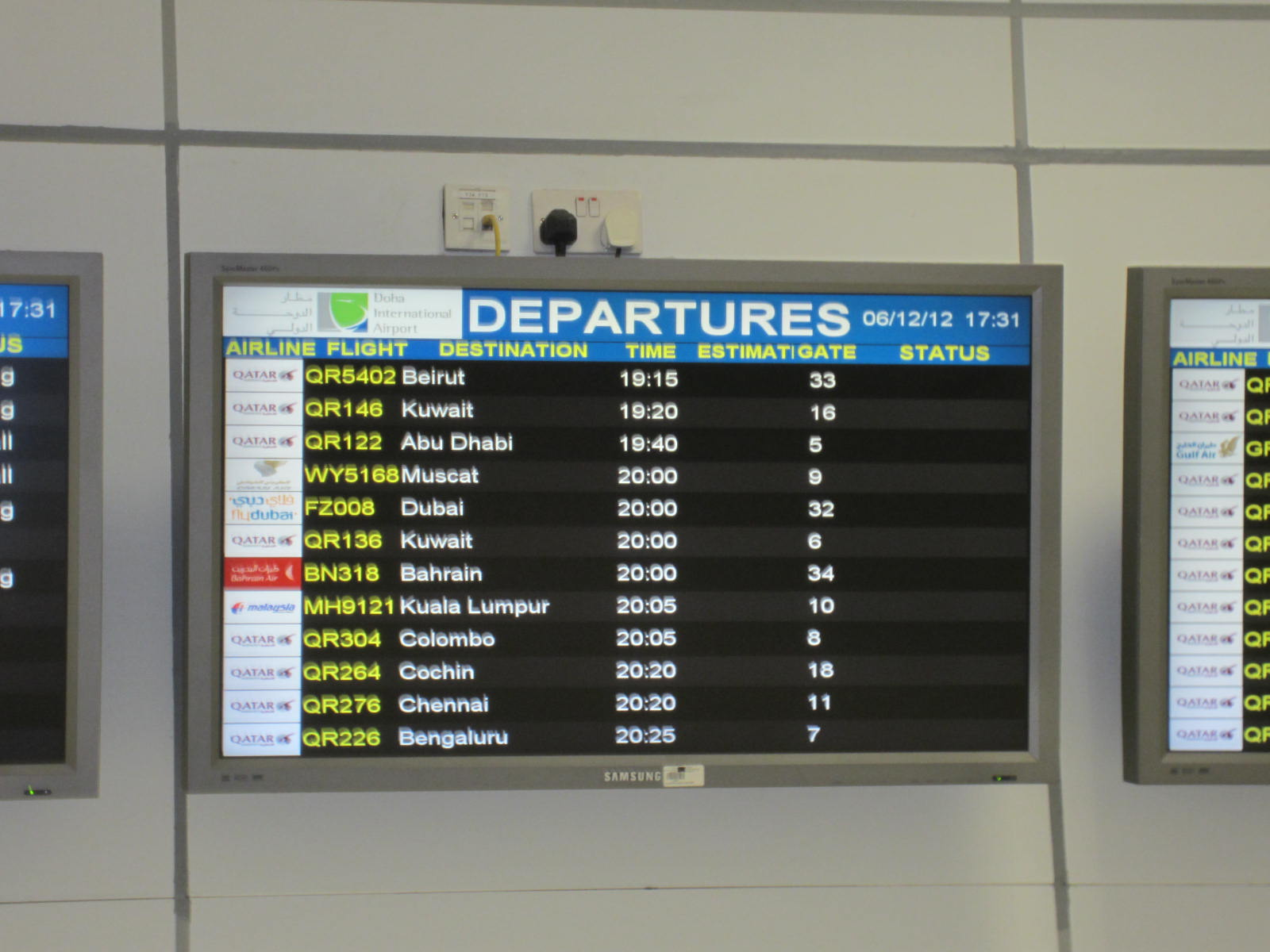
裝載於杜哈國際機場的三星公共顯示器

    - 三星Z系列Tizen操作系统智慧型手机

  - PDA
  - UMPC
  - 摄像头
  - 筆記型電腦
  - 数字机顶盒
  - 传真机
  - 数字用户线路
  - 数字照相机（韩国品牌名：KENOX）
  - 数位单眼相机（与宾得士合作开发）
  - 桌上型電腦（韩国品牌名：SENS）
  - 显示器（Display）
  - 打印机
  - 数字音频播放器
  - 蓝光播放器
- 家电制品
  - 电视
    - 阴极射线管电视
    - 液晶电视
    - 等离子电视
    - DLP电视
    - 公共场所用电视
    - QLED電視
    - QD-OLED電視

  - 电冰箱（韩国品牌名：HAUZEN）
  - 洗衣机（韩国品牌名：HAUZEN）
  - 冷气机（韩国品牌名：HAUZEN）
  - 微波炉
  - 真空吸尘器

## 市占率
| 产品                      | 三星市占率       | 主要竞争对手                                     | 对手市占率                 | 年份         |
| ------------------------- | ---------------- | ------------------------------------------------ | -------------------------- | ------------ |
| OLED                      | 68%              | LG、京東方                                       | 21%、5.7%                  | 2020年全年   |
| AMOLED                    | 76.5%            | 京東方                                           | 7.2%                       | 2020年全年   |
| DRAM                      | 43.5%            | 海力士、美光科技                                 | 29.2%、22.3%               | 2019年全年   |
| NAND Flash                | 35.6%            | 东芝、西部数据、美光、海力士                     | 19.2%、14.9%、12.9%、10.6% | 2018年全年   |
| 移動CIS（CMOS图像传感器） | 30.3%            | 索尼、豪威科技、格科微电子（GalaxyCore）、海力士 | 31.5%、15.0%、10.2%、9.3%  | 2017年全年   |
| 所有电视机                | 29.0%            | LG、索尼                                         | 16.4%、10.1%               | 2018年全年   |
| 平面电视机                | 29%              | LG、索尼                                         | 17.5%、9.7%                | 2018年上半年 |
| 4k电视机                  | 28.6%            | LG、索尼                                         | 17.9%、9.1%                | 2018年 Q1    |
| 8k电视机                  | 80%              | LG、索尼                                         | 17.9%、9.1%                | 2020年       |
| 智慧型手機                | 23%              | 苹果 (IOS)                                       | 17%                        | 2021年Q1     |
| 智慧型手機                | 23%              | 小米、華為、OPPO、VIVO (Android)                 | 15%、11%、11%              | 2021年Q1     |
| 5G手機                    | 15.1%            | 苹果 (IOS)                                       | 19.2%                      | 2020年全年   |
| 5G手機                    | 15.1%            | 華為 (Android)                                   | 29.2%                      | 2020年全年   |
| 晶圆代工                  | 17.8%            | 台积电、格罗方德、联电                           | 52.7%、8.0%、6.8%          | 2019年第四季 |
| 大尺寸液晶面板出货面积    | 17%              | 京东方、群創、友達                               | 32%、16％、14％            | 2021年Q2     |
| 半導體供應商              | 15.9%            | 英特爾、海力士、美光                             | 13.8%、7.6%、6.4%          | 2018年全年   |
| 平板电脑                  | 14.6%            | 苹果、华为、亞馬遜                               | 29.8%、9.4%、8.6%          | 2020年Q1     |
| 锂电池                    | 11.1%            | 松下、LG                                         | 12.4%、11.4%               | 2016年       |
| 智能手表                  | 10.9%            | 苹果、GARMIN                                     | 53%、8.2%                  | 2017年       |
| 洗衣机                    | 6.6%             | 海尔、LG                                         | 14.6%、8.3%                | 2017年       |
| 冰箱                      | 6.1%             | 海尔、LG                                         | 17.3%、6.9%                | 2017年       |
| 电浆面板                  | 36%              | 松下                                             | 38%                        | 2010年 Q1    |
| 電腦LCD                   | 18.0%            | LG                                               | 12.7%                      | 2010年       |
| 数位相机                  | 12%              | 佳能                                             | 19%                        | 2011 上半年  |
| 打印机                    | 2017年被惠普并购 | 惠普、佳能、兄弟工业                             | 42%、19%、19%              | 2020年Q1     |

## 历史年表

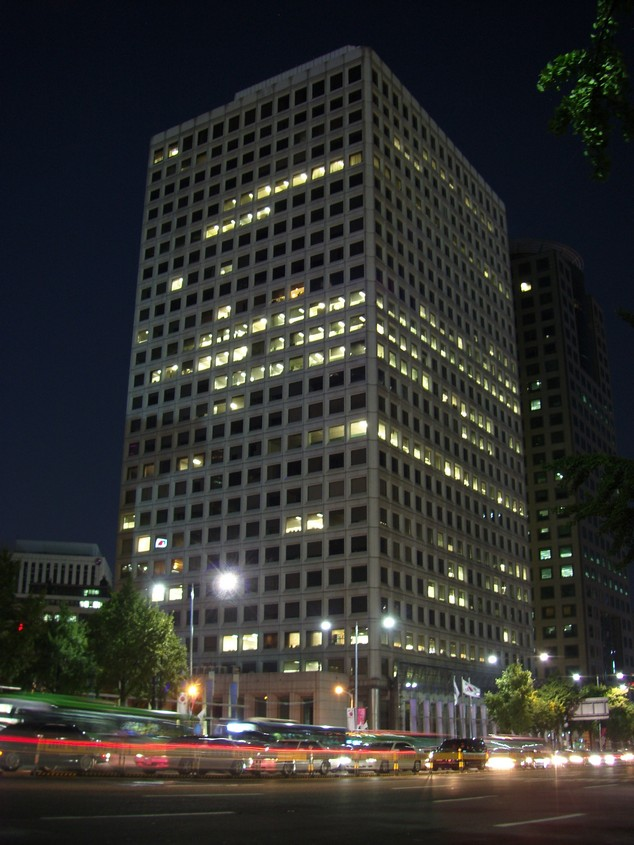
三星在首尔瑞草区的总部

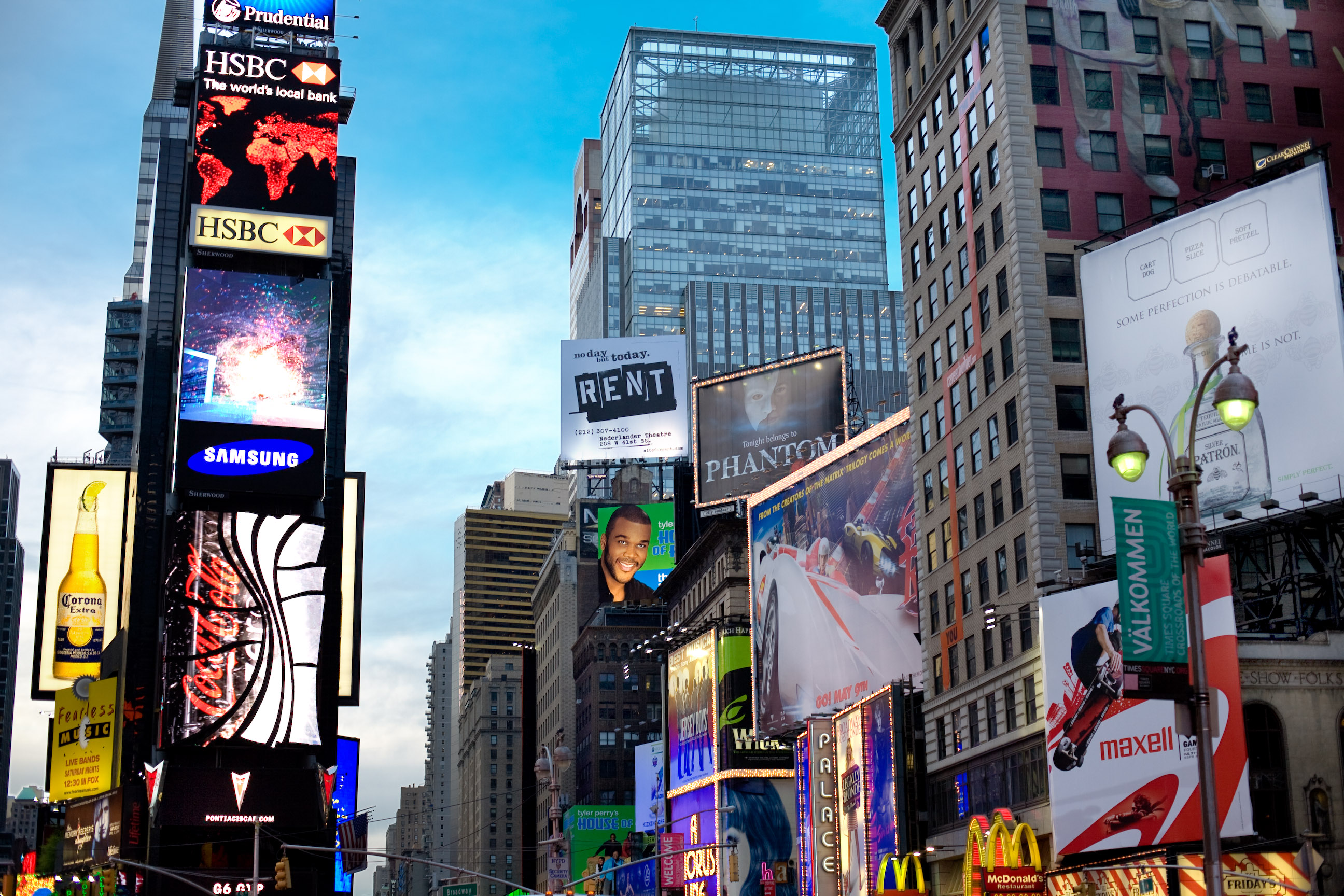
紐約時代廣場的廣告

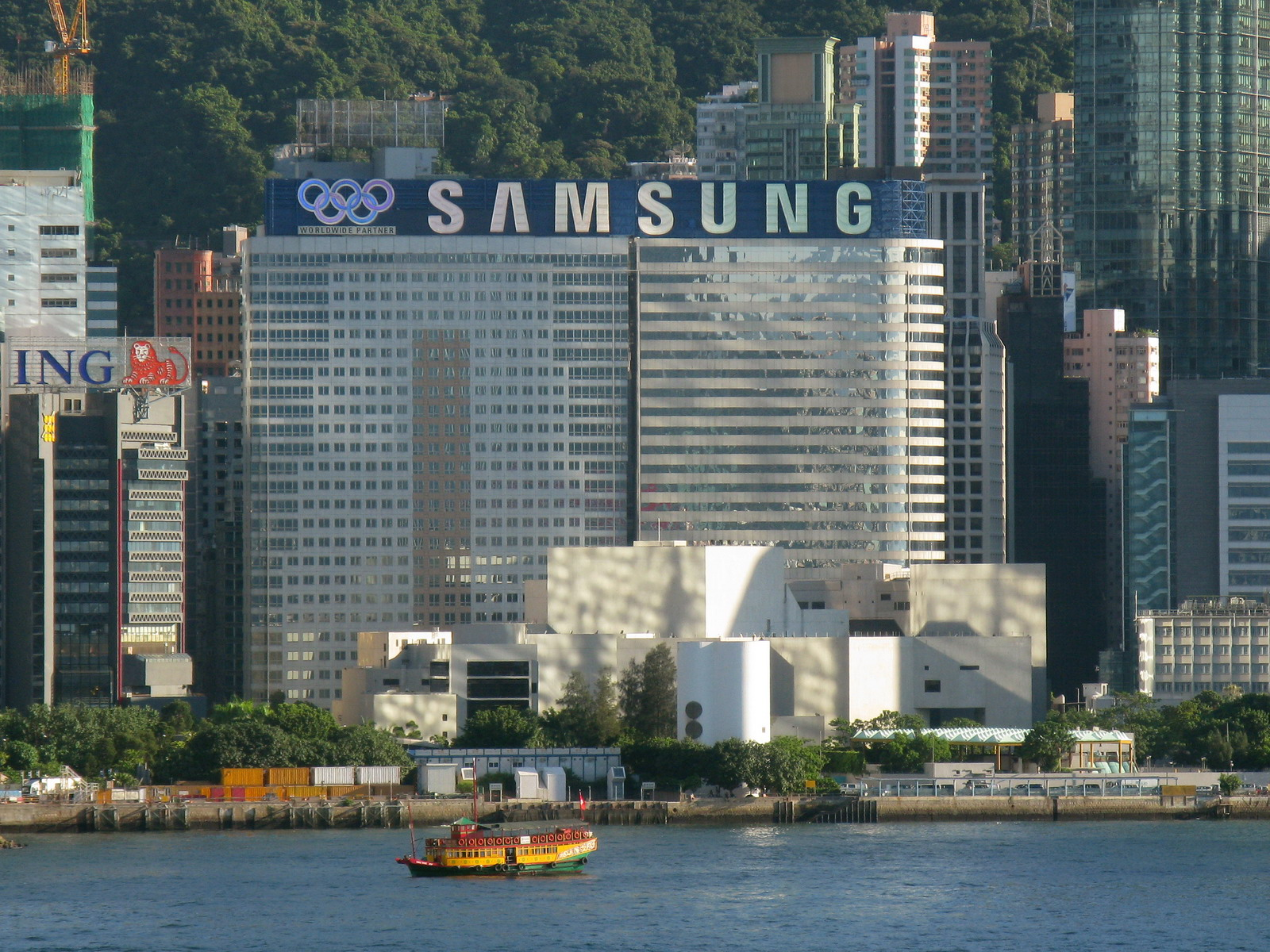
香港維多利亞港的三星商標

- 1969年1月三星电子成立，同年成立三星SANYO电机（1975年3月，商号名称变更为三星电机，1977年3月被三星电子兼并）。
- 1974年3月－开始量产冰箱「SR-180、SR-201TD」。12月开始量产洗衣机 「SEW-200W」。
- 1975年10月 - 黑白电视机（例：Econo）生产量突破了100万部。
- 1983年开发出64kb DRAM。
- 1984年开发1M DRAM。
- 1987年在日本东京设立海外研究所。
- 1990年开发出16M DRAM。
- 1992年在中国天津设立VTR生产法人。同年开发出世界最早的 256M DRAM，正式超越日本技术。
- 1997年开发出世界最小型CDMA移动电话（137g），全世界最大的30吋TFT-LCD。而后因亚洲金融风暴裁员31%。
- 1998年，三星电子受到亚洲金融风暴的影响，全集团负债约百亿美元，但利用韩圜大幅贬值的优势，使它继续扩展市场，研发等离子体显示（电浆，PDP）。
- 2000年，将TFT-LCD相关业务统一规划到三星电子。
- 2001年，發表DDR2 DRAM。三星电子全球营销资深副社长艾力克金表示，“Sony品牌很响亮，2005年，我们希望比Sony还响亮。”。同时，三星全球品牌价值上升22%（位居世界第42位，达到63.7亿美元）。
- 2002年，英国金融时报﹝Financial Times﹞盛赞三星“青出于蓝更胜于蓝”，美国商业周刊﹝Business Week﹞建议：“索尼应该向三星学习。”，《时代杂志》预言：“不久后三星的品牌就会凌驾索尼了。”
- 2003年，三星电子-與SONY，成立TFT-LCD合作公司，《商业周刊》形容三星“充满lifestyle的时尚感，品牌价值持续攀升”，同年，三星电子的Anycall，品牌价值达到3兆3千亿韩元。
- 2004年，三星品牌价值为125亿美元，上升到世界第21位。
- 2005年国际知名品牌顾问公司InterBrand及《商业周刊》公布2005全球品牌价值调查，三星窜升到第20名，而Sony跌落到第28名。上半季三星的获利约31亿美元，相较于去年同期衰退将近50％。关于半导体、LCD、手机的获利都在下滑。10月，美国苹果计算机宣布放弃了与三星共同投资38亿美元生产闪存芯片的计划。同年，三星被Fortune评选为最受尊敬企业「全球All Star第39位」。三星电子在世界百大品牌中排名第20位，连续5年成为成长最快的五个品牌之一。
- 三星电子公开表示2007年以前要取代苹果公司在iPod媒体播放领域称雄，但最後無法成功称雄。
- 2006年，三星电子在全球LCD显示器市场销售了658.3万部，市占率以56%成为世界第一。同年三星超越日本松下电器，成为全球第一大液晶电视供货商，至今仍是世界第一。
- 2007年第二季，三星电子在手机领域市占率取得全球第二的位置，取代手机制造商摩托罗拉的地位。
- 2008年，三星电子年营业额超过新台币三兆元，紧跟在在全球最大信息业厂商惠普之后。
- 2009年7月，三星宣布40nm DDR3量产。9月，三星电子市值超越英特尔，达到了1102亿美元，比英特尔市值高出了8.6亿美元，成为全球营收最大半导体制造商。
- 2010年2月，三星电子营业额超越惠普，成为全球营收第一大科技商。4月，三星电子宣布2010年首季营业利润为4兆4100亿韩元，打破09年第三季的4兆2200亿韩元营业纪录，成长643%倍。7月，2010年上半全球前20大半导体厂排名，三星电子位于第二名，仅次于英特尔。10月，三星电子上季营收增12%至40.2兆韩元（357亿美元），税后纯益年增17%至4.46兆韩元（39.6亿美元），双双创下历史新高纪录。12月，会长李健熙独子李在镕升任社长位置。英国金融时报2010年的Financial Times Global 500在世界排名是第43。美国商业周刊在2010年，在该杂志公布的商业周刊100强最好的品牌排名第19名。
- 2011年1月，三星完成业界第一条DDR4 SDRAM内存，于2012年投产。三星曾于1997年、2001年、2005年三次分别率先造出第一条DDR、DDR2、DDR3内存条，如今又在DDR4上继续保持了领先地位。DDR4採用30奈米製程技術，內建“偽開放汲極”（Pseudo Open Drain）新技術，可較1.5V的DDR3模組節省40%的功耗。同月，三星公布2010年财报，全年营业额1,388.6亿美元，净利145.03亿美元，再度拿下全球科技商营收第一。半导体受到智能型手机和平板電腦带动，手机事业则以Galaxy S为中心大幅提升智能型手机销售量，销售量较2009年增加23%达2.8亿支，稳定提升市占率，也是全球营收佳的主因。
- 2011年6月，三星预定在全球120的国家中发售Galaxy S II。与第一代Galaxy S产品相比，Galaxy S II体形更轻薄，机身厚度仅8.49mm，重量116公克，屏幕为4.27吋 Super AMOLED Plus，搭载 Android Gingerbread 操作系统。三星行动通讯部门的第一季营运利润为1.43万亿韩圆（合13.2亿美元），利润率为13.5%。同時，三星推出的新Android平板 Galaxy Tab 10.1 Wi-Fi 比 iPad 2更輕更薄。
- 2011年7月，美国《财富》杂志全球500大企业评比，三星电子跻身为全球第22大企业。由于受到面板景气影响，三星预估第二季营业利益将比去年同期锐减26%。电视制造事业的营业利益可能下滑至53%。在智慧手机领域中，销售扩增逾四倍，达到1,080万支，跃居世界第四大智慧手机制造商。同月，第二季三星智能手机市占率，从5%飙升至18%，仅次于苹果，跃居當季全球智能型手机亚军，同时这也是诺基亚15年来首次落败，被击落至第三名。
- 2011年9月，三星电子在西欧首次超过对手诺基亚，成功成为智能型手机和加上功能型手机的整体市占双冠王，分别占了西欧市场22%和33%的市占率。同时宣布，斥资100亿美元打造的新芯片生产线已开始量产，希望行动装置需求强劲之际，扩大闪存市占。这是三星近五年来第一个新生产线，有助三星大幅降低芯片生产成本，也可能加速市场供过于求，让小型竞争者难以生存。三星投资12兆韩元（104亿美元）的新生产线位于首尔南部的华城，占地相当28座足球场，预计2012年底产能全开。
- 同月，三星电子在2011年Q3智能型手机销量季增逾4成达2780万支，全球市占率達23.8%，战胜苹果拿下全球智能型手机龙头宝座。上季行动通讯事业营收年增37%至14.9兆韩元（134.86亿美元），行动通讯事业营业利益成长至2.52兆韩元（22.81亿美元），创下历来新高纪录。三星最倚重的芯片事业，第3季营业获利则较去年腰斩至 1.59 兆韩元，且面板事业连续3季亏损，预计行动通讯事业三星本季仍在扮演减轻半导体与面板事业衰退重担的功臣。
- 2011年11月，三星電子發表Samsung Galaxy Note，配備三星S Pen操作介面，這是史上第一款擁有5.3 英吋螢幕的智慧型手機，結合平板電腦與智慧手機的特點。
- 同月，三星與台積電、IBM、格羅方德（GlobalFoundries）、英特爾（Intel）等大廠在紐約州立大學阿爾巴尼分校成立十八吋晶圓廠，總投資金額是44億美元。
- 2012年4月，三星電子的面板事業獨立成為一子公司「三星顯示」（Samsung Display）。
- 2012年第三季，三星完成收購諾基亞在俄羅斯的40家手機專賣店店鋪[51]。
- 2013年9月4日，三星電子發佈新一代Note旗艦機Samsung Galaxy Note 3與Samsung Galaxy Gear智能手錶。Samsung Galaxy Note 3設計靈感取自經典記事本，搭載5.7吋的大螢幕，採用Full HD Super AMOLED面板，是內建了高達 3GB RAM，使得 Galaxy Note 3 超越目前市場上所有高階機種，成為第一款搭載 3GB RAM 的智慧型手機。軟體部分搭配升級「Group Play 娛樂共享」，至多可串聯五部裝置，拼成一個「大螢幕」，帶來嶄新的群組觀賞體驗。而最新「Multi Window多重視窗」中的「拖放內容模式」可供跨視窗拖曳資料傳輸，更直覺方便。此外，包括Youtube、ChatOn、網際網路皆可同時開啟兩個視窗，充分運用螢幕空間，在視窗間流暢切換。其語音錄製功能也同步升級，「Voice Note語音備忘錄」可將錄製的語音自動辨識成為文字，大大增加編輯便利性。

## 爭議

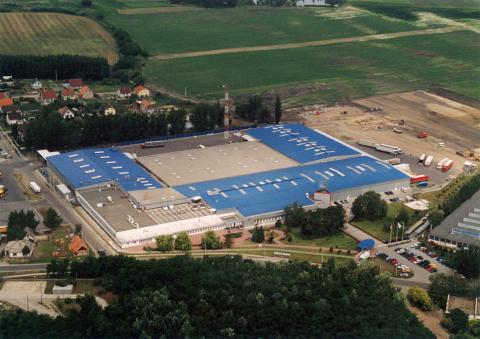
三星匈牙利電廠工廠

### DRAM价格垄断
- 2002年6月，美国司法部指控DRAM的四大生產商：三星电子、海力士、美光和英飞凌企图联手操控价格，并控告其联合垄断价格的行为。而其中美光从承认犯罪并转为污点证人，透过协商管道并与美国司法部合作，获得免起诉的机会。
- 最后三星和海力士坦承联合操控价格和垄断市场，处以1.85亿美元的罚金，三星也在2005年被判在DRAM上联合定价市场，需付3亿美元的罚金，并有多名主管前往美国入狱服刑。而台湾厂商南亚科技和华邦电子当时也受到调查，但兩間公司当时市占率相当低，才未受到此案的調查。
- 2016年三星与美光，海力士签订了统一供货协定，随后DRAM价格内存再次发生暴涨，目前多国政府都在指控此类行为，中国大陆政府已经准备向三星电子开出高达180亿美元的巨额罚单

### 面板价格垄断
- TFT LCD面板价格垄断案，源自于2006年，当时包括欧盟、美国、南韩以及日本等地的司法单位，分别接获检举，指称LCD面板供应商涉嫌进行价格垄断。美国司法部展开调查后，于2008年11月宣布，包括LG Display、华映和夏普等面板厂，已同意就操纵面板价格案认罪，合计这些认罪的厂商将支付5.85亿美元罚金。
- 在面板厂联合操纵价格调查中，三星承认罪名，并转做为污点证人，提供面板业者操控价格的会议（俗称水晶会议）资料给美国司法部，而获得免罚金。
- 在台系面板厂的动向方面，以华映认罪时间最早，奇美电则于2009年12月期间，宣布与美国司法部达成协议，同意支付2.2亿美元罚金，彩晶则在2010年6月30日宣布与美国司法部达成认罪协议，罚锾达3,000万美元。奇美电子前总经理何昭阳被判刑十四个月需在美国服刑。友达光电三名高阶主管被美方留置目前仍在诉讼中。然而美国各州政府及受损害的厂商繼續向廠商提出赔偿要求。

### 抄袭苹果争议
- 2011年4月，美国苹果公司向法院控告三星侵犯苹果公司的商标、专利和抄袭iPhone和iPad的设计。苹果的诉讼请求除了要求侵权的经济赔偿外，也希望停止三星产品的销售。然而三星发布了反控诉，指控苹果亦对三星的无线电通信专利造成侵权。目前案件还在韩国等地法院审理中，但美國法院的第一次判決，認定三星敗訴，必須向蘋果賠償賠償10.5億美元的罚金。诉讼案中三星被判侵犯苹果全部实用新型专利和三项苹果设计专利，其中包括双击放大功能和拖屏回弹技术。美国陪审团同時还进一步裁决三星专利未被侵权，因此将不获得其所要求的4.22亿美元的赔偿。三星的股票随即下落超过7个百分点，市值缩水120亿美元[52]。后來三星對賠償額度提出上訴，罰款被降至9.298億美元[53]。
- 2013年6月5日，美國國際貿易委員會判決指蘋果侵犯三星一項專利有關CDMA移動通信技術的標準專利，同時發出禁制令禁止AT&T版iPhone 4、iPhone 3GS、iPad 3G和iPad 2 3G在美國的進口和銷售。不過在2013年8月3日，美國白宮在限期前否決ITC禁制令，並發表聲明，認為「『標準必要專利』擁有業者，有義務遵守公平、合理、無差別性的原則，將SEP專利授權給競爭對手；若過度主張專利權，可能會因禁制令獲得『過度影響力』，將損害美國消費者利益及競爭環境」，因此決定否決該進口禁令及銷售禁制令。白宮同時表示「美國政府將繼續致力於推動創新和經濟發展，包括為智慧財產權權益提供適當而有效的保護措施。」[54]
- 三星電子曾向南韓首爾中央地方法院控訴蘋果侵犯其3項專利，但首爾法院認為三星提出的3項專利中有2項與蘋果技術相比沒有技術上的突破，而另一項和蘋果手機相關功能是不同的技術，因此裁定侵權事實不成立，蘋果並沒有侵犯三星持有的商業專利[55]。
- 2015年7月1日，谷歌、Facebook、戴尔、惠普等连同各大硅谷科技巨头企业提交了一份“法庭之友”（英語：Friend of the Court）简报，指责苹果公司以及之前美国法院对三星侵犯苹果公司版权诉讼案所作出的判决。据“法庭之友”简报，硅谷企业认为美国法院裁定三星侵权的判决简直是荒谬至极，美国法院也将因为此事而造成荒谬的结果，并对每年在复杂的技术和组件研发上投入数十亿美元的公司造成毁灭性打击。简报还指出，现代技术十分之复杂，智能手机往往会包含许多软硬组件，当中多个组件更被用在不同的产品中，假如使用这些组件就会惹上侵权官司，将会大大阻碍创新发展。[56]

### 抄袭HTC争议
- HTC全球銷售總監Jason Mackenzie在接受採訪時表示，“高速連拍其實是該公司的首創，最早在HTC One X和One S上亮相，但由於宣傳力度不夠，導致這一成果被三星搶走。”[57]Jason Mackenzie亦承認，One X部分獨特功能未成功吸引到用戶關注，緣于HTC無法有效地向用戶宣傳這款手機的功能，並承諾「HTC將在營銷領域投入更大精力。」[58]然而三星早在2003年推出手机型号E708便已经支持 6、9、15 连拍功能。

### 誤導性廣告
- 2013年初，三星Galaxy Y Duos手機在台灣的廣告具有誤導性，被判罰1萬美元[59]。
- 2018年女性攝影師Dunja Djudjic說法指出她近日在三星馬來西亞官網上，發現自己以單眼拍攝的原創攝影作品被三星用來當手機拍照性能的宣傳照，涉嫌誤導單眼相機的拍照成果是手機拍照成果，[60]同年8月三星巴西也被發現造假A8手機照片，採用別的照片來冒充拍照效果。

### 寫手門事件
- 2013年4月1日，駭客網站「TaiwanSamsungLeaks」公開三星電子和其附屬顧問公司的內部文件，揭露三星監控知名網站討論區的記錄，並指派員工假裝顧客發表購買心得分享，企圖影響網路輿論，提升三星的品牌形象，同時打擊競爭對手的品牌形象。台灣三星電子於4月5日在Facebook表示「已經停止所有在論壇發文回文的網路行銷操作」[61]，但仍在五月五日發現同一帳號在短短二十一分鐘內出現自問自答，疑似操作品牌形象事件，令事件引起臺灣媒體大幅報導[62][63][64][65]。公平交易委員會立案調查審議後，在2013年10月認定事件違反《公平交易法》第24條規定，判罰三星電子1千萬元（新臺幣）罰款，受委託的鵬泰公司及商多利公司也各被處300萬元和5萬元不等的罰款。[66]

### “字庫門”保修事件
- 2013年3月，三星Galaxy Note II手机用户投诉称，自己的手机遭遇“字库损坏”，在保修期内仍需自费维修，随后的4-5月相关投诉大幅增多，而2012年12月三星Galaxy S III已经出现过同类问题。有網民表示在保固期內無法享受保修服務，且官方維修價過高，批評三星是「搶錢的瑕疵製造商」。[67]媒體報道三星Galaxy S3手機中有高達6%，即180萬台手機出現同樣問題﹐估計消費者已為三星“字庫門”手機付出了高達18億元的維修費[68]。
- 中國中央電視台其後在10月節目《经济半小时》中指三星手機存在設計缺陷，发生这种情况主要是由于手机内置存储器eMMC芯片因突然断电或其他操作而被“击穿”，闪存因损坏而造成的无法开机。对于eMMC芯片突然断电，通常是由于用户在死机后习惯性的拔电池造成的。[69]
- 在央视对三星质量售后进行报道后，三星表示，将对产生问题的手机进行免费维修；如果消费者之前已经为维修手机进行了付费，三星将对付费进行退款处理；如果两次修理手机依然无法正常使用，三星将免费为其更换同型号产品；同时，对于2012年11月30日之前生产的Galaxy S3，保修期将自动延长一年。[69]但有評論認為，三星道歉只是因为想取悅中国巨大的消费者市场，而不是因为中国的法律力量，同时这种道歉也并非诚心诚意[70]。